# Rothenstein
Rothenstein település Németországban, azon belül Türingiában. Lakosainak száma 1151 fő (2023. december 31.).

## Népesség
A település népességének változása:
| Lakosok száma | 1132 | 1119 | 1148 | 1142 | 1151 |
|               | 2017 | 2019 | 2021 | 2022 | 2023 |